# Kwalifikacja wojskowa
Kwalifikacja wojskowa obejmuje stawienie się przed wójtem lub burmistrzem (prezydentem) miasta, powiatową komisją lekarską oraz szefem wojskowego centrum rekrutacji wyznaczeniu kategorii zdrowotnej. Osoby po kwalifikacji wojskowej zostają automatycznie przenoszone do rezerwy mobilizacyjnej. Za przeprowadzanie kwalifikacji odpowiadają:
- wójt (burmistrz, prezydent miasta) — w zakresie ewidencjonowania i wzywania osób przeznaczonych do kwalifikacji wojskowej, sprawdzania tożsamości osób stawiających się  oraz egzekwowania obowiązku stawiennictwa
- starosta (prezydent miasta na prawach powiatu) — w zakresie przygotowania powiatowego planu kwalifikacji wojskowej, zorganizowania lokali dla punktów kwalifikacyjnych oraz powołania powiatowych komisji lekarskich
- szef wojskowego centrum rekrutacji — w zakresie wpisywania do ewidencji wojskowej oraz wydawania wojskowych dokumentów osobistych
- wojewoda — w zakresie przygotowania wojewódzkiego planu kwalifikacji wojskowej powołania wojewódzkiej komisji lekarskiej oraz nadzoru nad przebiegiem kwalifikacji w województwie
- Minister Obrony Narodowej — w zakresie nadzoru nad przebiegiem całości kwalifikacji wojskowej w kraju[1].

## Osoby zobowiązane
Mężczyźni, którzy w danym roku kalendarzowym kończą 18 lat, są ewidencjonowani za pomocą numeru PESEL w urzędach gmin. Rejestracje przeprowadzają wójtowie lub burmistrzowie (prezydenci miast). Rejestracja ta odbywa się bez udziału osoby podlegającej kwalifikacji wojskowej. Natomiast mężczyźni podlegający kwalifikacji wojskowej, którzy w danym roku kalendarzowym kończą 19 lat, są zobowiązani stawić się do kwalifikacji wojskowej w określonym miejscu i terminie. Obowiązek stawienia się do kwalifikacji wojskowej trwa do końca roku kalendarzowego, w którym poborowy kończy 24 lata.
Jeżeli z jakichkolwiek przyczyn mężczyźni nie stawili się do kwalifikacji wojskowej do końca roku kalendarzowego, w którym kończą 24 lata życia, są zobowiązani zgłosić się do WCR właściwego ze względu na miejsce zamieszkania w celu uregulowania stosunku do powszechnego obowiązku obrony. Obowiązek ten trwa do końca roku kalendarzowego, w którym obywatel kończy 50 lat życia, a posiadający stopień podoficerski lub oficerski – 60 lat życia.

## Kategorie zdrowotne zdolności do czynnej służby wojskowej, nadawane w ramach kwalifikacji wojskowej
Nadawane są przez organy cywilne: powiatowe komisje lekarskie, a w trybie odwoławczym — przez wojewódzkie komisje lekarskie.
- kategoria A – zdolny do służby wojskowej, co oznacza zdolność do odbywania lub pełnienia określonego rodzaju służby wojskowej, o której mowa w art. 129 ustawy o obronie Ojczyzny, a także zdolność do odbywania służby zastępczej
- kategoria B – czasowo niezdolny do służby wojskowej, co oznacza przemijające upośledzenie ogólnego stanu zdrowia albo ostre lub przewlekłe stany chorobowe, które w okresie do 24 miesięcy od dnia badania rokują odzyskanie zdolności do służby wojskowej, o której mowa w pkt 1, w czasie pokoju
- kategoria D – niezdolny do służby wojskowej, o której mowa w pkt 1, w czasie pokoju, z wyjątkiem niektórych stanowisk służbowych przeznaczonych dla terytorialnej służby wojskowej
- kategoria E – trwale i całkowicie niezdolny do służby wojskowej, o której mowa w pkt 1, w czasie pokoju oraz w razie ogłoszenia mobilizacji i w czasie wojny.

## Sankcje za uchylanie się od obowiązku
Za odmowę stawiennictwa bez uzasadnionej przyczyny grozi kara grzywny albo ograniczenia wolności (art. 681 ustawy o obronie Ojczyzny), możliwe jest też przymusowe doprowadzenie przez policję (art. 54 ust. 8 i 59 ust. 8). Bezzasadna nieobecność na ćwiczeniach karana jest grzywną albo aresztem do 30 dni (art. 682). Za trwałe uchylanie się grozi pozbawienie wolności do 2 lat (art. 685). Surowsza odpowiedzialność przewidziana jest za popełnienie w trakcie mobilizacji lub wojny, za niestawiennictwo w przydzielonej jednostce pozbawienie wolności od lat 3 (art. 687), niestawiennictwo w komisji  kwalifikacyjnej – od 5 lat (art. 688). Przepisy dotyczące członków sił zbrojnych zawiera Kodeks karny (1997) w części wojskowej (rozdziały XXXVIII – XLIV, art. 317 – 363).